# Fiat 2300
Fiat 2300 este un automobil de lux cu șase cilindri, produs de către producătorul auto italian Fiat între anii 1961 și 1968. Modelul 2300 a fost fabricat în variantele berlină (proiectată de Dante Giacosa), break și coupé. Sedanul 2300 merită remarcat prin faptul că, în 1966, a devenit primul model Fiat disponibil cu o transmisie automată.

## 2300 Coupé

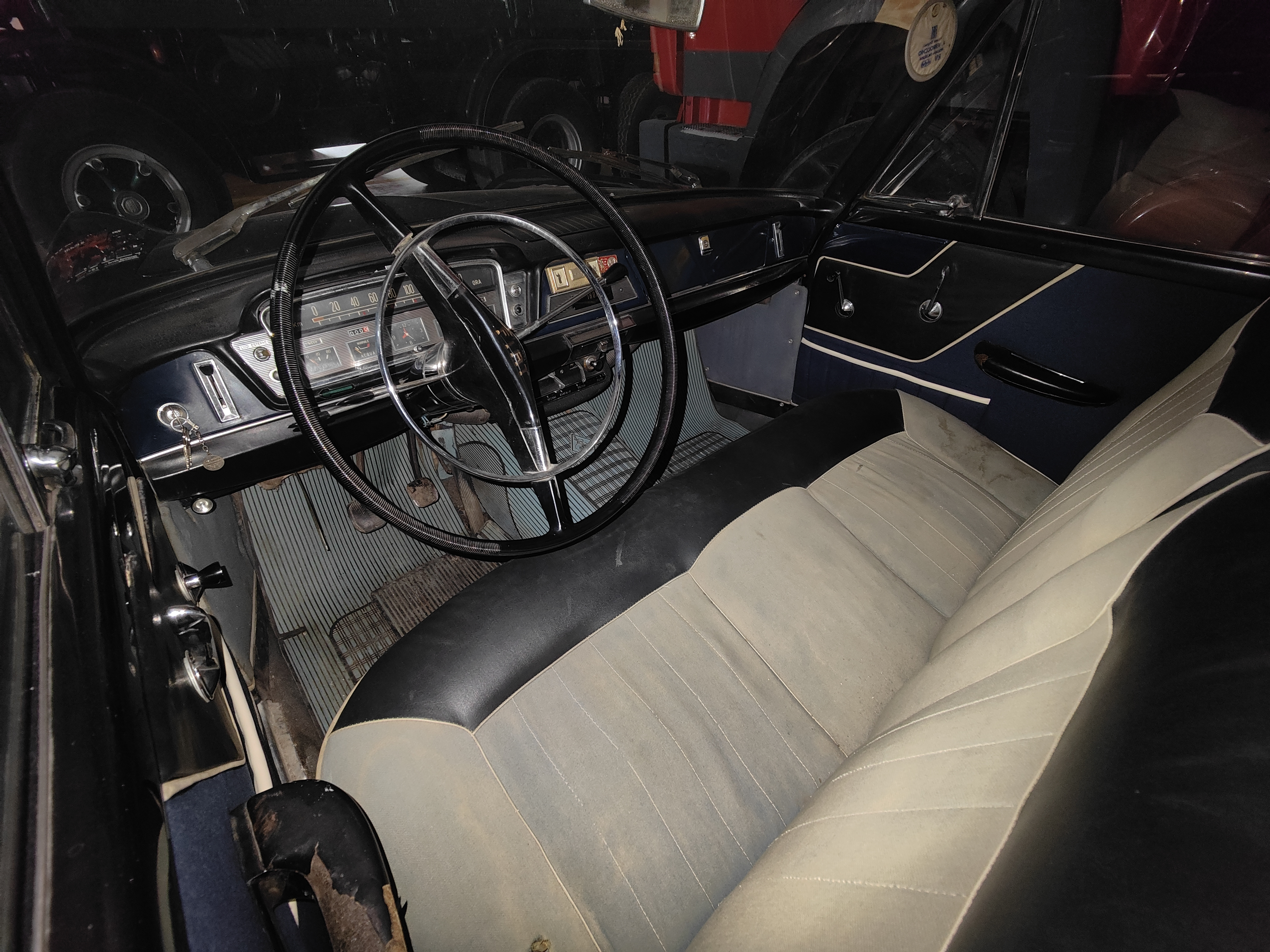
Detaliu al scaunului șoferului din versiunea cu patru uși

Pe lângă versiunile sedan și break, gama 2300 a inclus grand tourere proiectate de Ghia, Fiat 2300 Coupé și 2300S Coupé, acesta din urmă echipat cu un motor mai puternic, cu dublu carburator dublu corp, reglat de Abarth. Forma mașinii a fost prezentată publicului pentru prima dată când Ghia a dezvăluit un prototip de coupé sport la Salonul Auto de la Torino din 1960. O versiune dede serie, bazată pe sedanul Fiat 2300 recent lansat, a fost prezentată în 1961 și a intrat în vânzare generală în 1962. După ce a dezvoltat caroseria coupé, Ghia nu avea capacitatea de producție necesară pentru volumele preconizate și a fost obligată să subcontracteze producția către OSI.
Caroseria coupé era sudată pe platforma standard a modelului 2300 sedan, cu care împărțea componentele de bază. Ampatamentul era identic, însă coupé-ul avea o ecartamentă ușor mai largă la ambele capete decât berlina, iar raportul final de transmisie pentru coupé era mărit la 3,9 (3,72 pentru 2300S coupé), ceea ce se traducea prin 33,6 km/h per 1.000 rpm. Interiorul modelului 2300 Coupé includea geamuri acționate electric și alte dotări de lux.

## Specificatii
Fiat 2300 utiliza o construcție monococă. Suspensia față era asigurată de brațe duble, arcuite de bare de torsiune, cu amortizoare hidraulice și o bară stabilizatoare; în spate, era echipat cu un ax rigid cu arcuri lamelare, amortizoare hidraulice și o bară stabilizatoare. 
Frânele erau dotate cu servoasistență și erau de tip disc pe toate cele patru roți.
Pe majoritatea modelelor 2300 și pe toate 2300S coupé-urile, transmisia era manuală cu 4 viteze, cu sincronizare completă, opțional cu supraturare. Un ambreiaj automat Saxomat era disponibil ca opțiune suplimentară, înlocuită din 1966 de o transmisie automată cu 3 trepte, marca Borg Warner.
Motorul în linie cu șase cilindri, cu supape în cap, avea un bloc de fontă și un cap de cilindru din aluminiu. În timp ce motorul 2300 era echipat cu un carburator monocanal cu două guri de aspirație, varianta mai puternică 2300S utiliza două carburatoare orizontale, cu două guri de aspirație fiecare.
| Model  | Ani     | Motor  | Capacitate cilindrică Alezaj x cursă             | Putere                                                     | Sistem de alimentare       |
| ------ | ------- | ------ | ------------------------------------------------ | ---------------------------------------------------------- | -------------------------- |
| 2300   | 1961–68 | I6 OHV | 2.279 cc (139 cu in) 78 × 79,5 mm (3,1 × 3,1 in) | 105 hp CUNA (77 kW; 104 bhp) 117 hp SAE (86 kW; 115 bhp)   | Carburator dublu corp      |
| 2300 S | 1963–68 | I6 OHV | 2.279 cc (139 cu in) 78 × 79,5 mm (3,1 × 3,1 in) | 136 hp CUNA (100 kW; 134 bhp) 150 hp SAE (110 kW; 148 bhp) | Doi carburatori dubli corp |

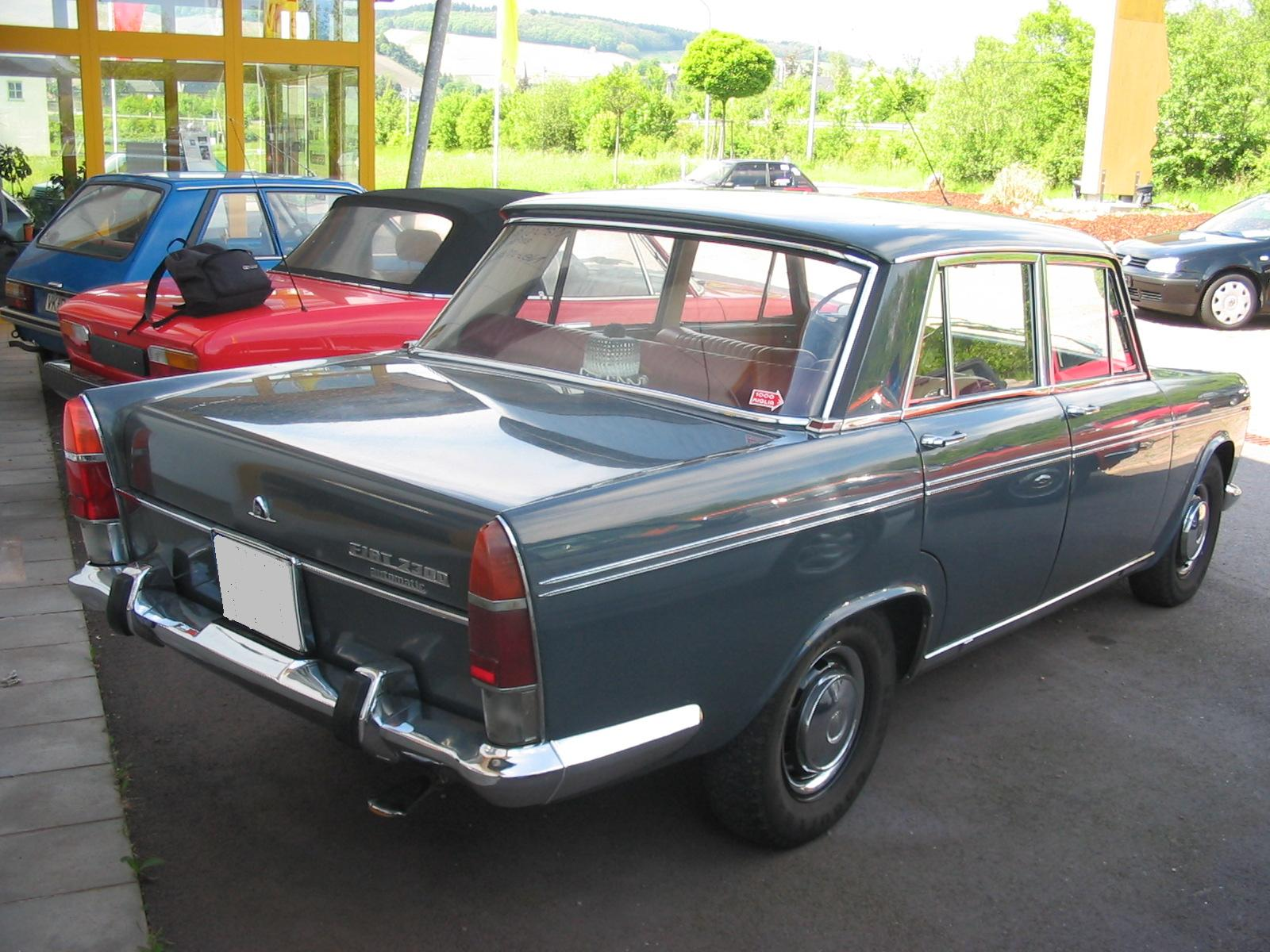
Fiat 2300 Berlină
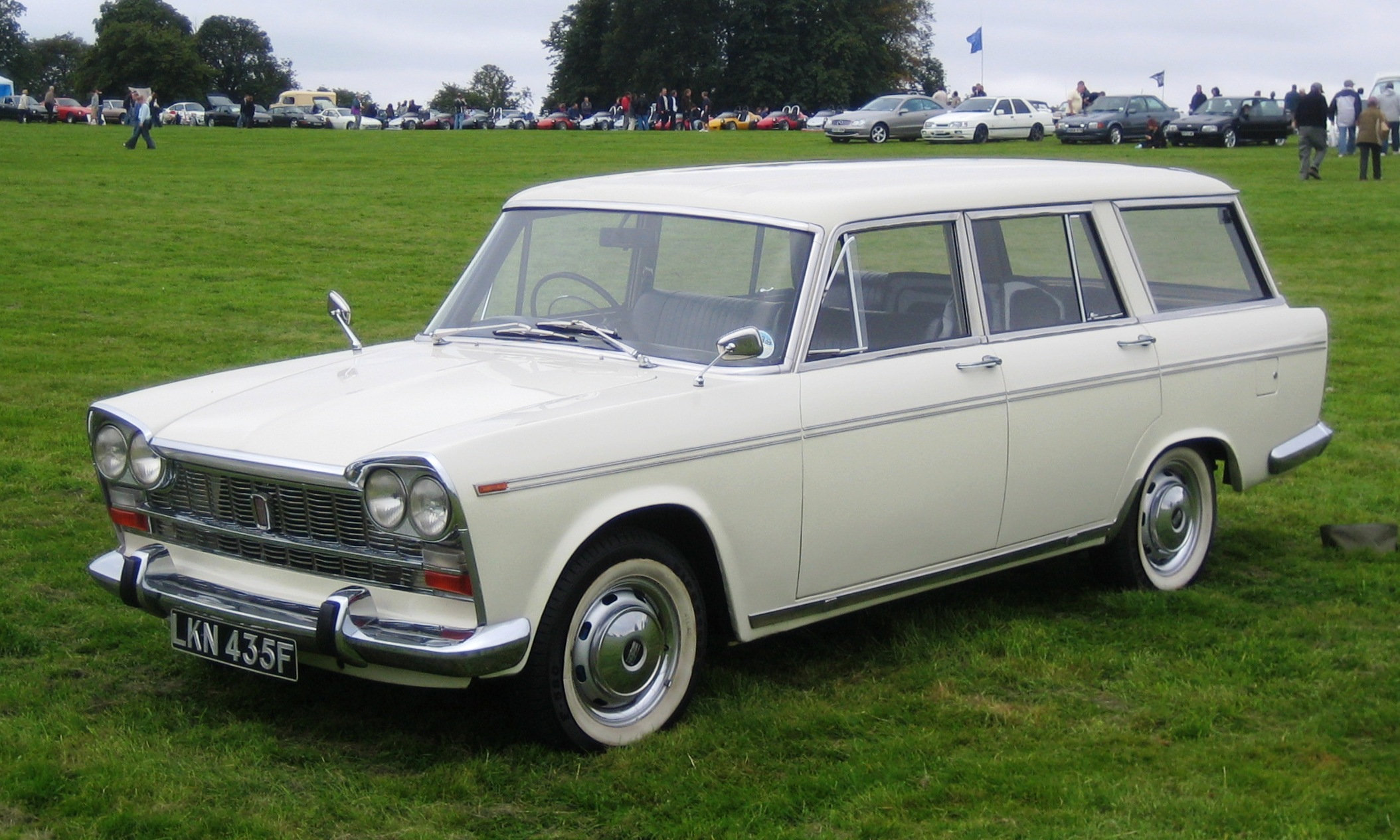
Fiat 2300 Break în Marea Britanie (1967)
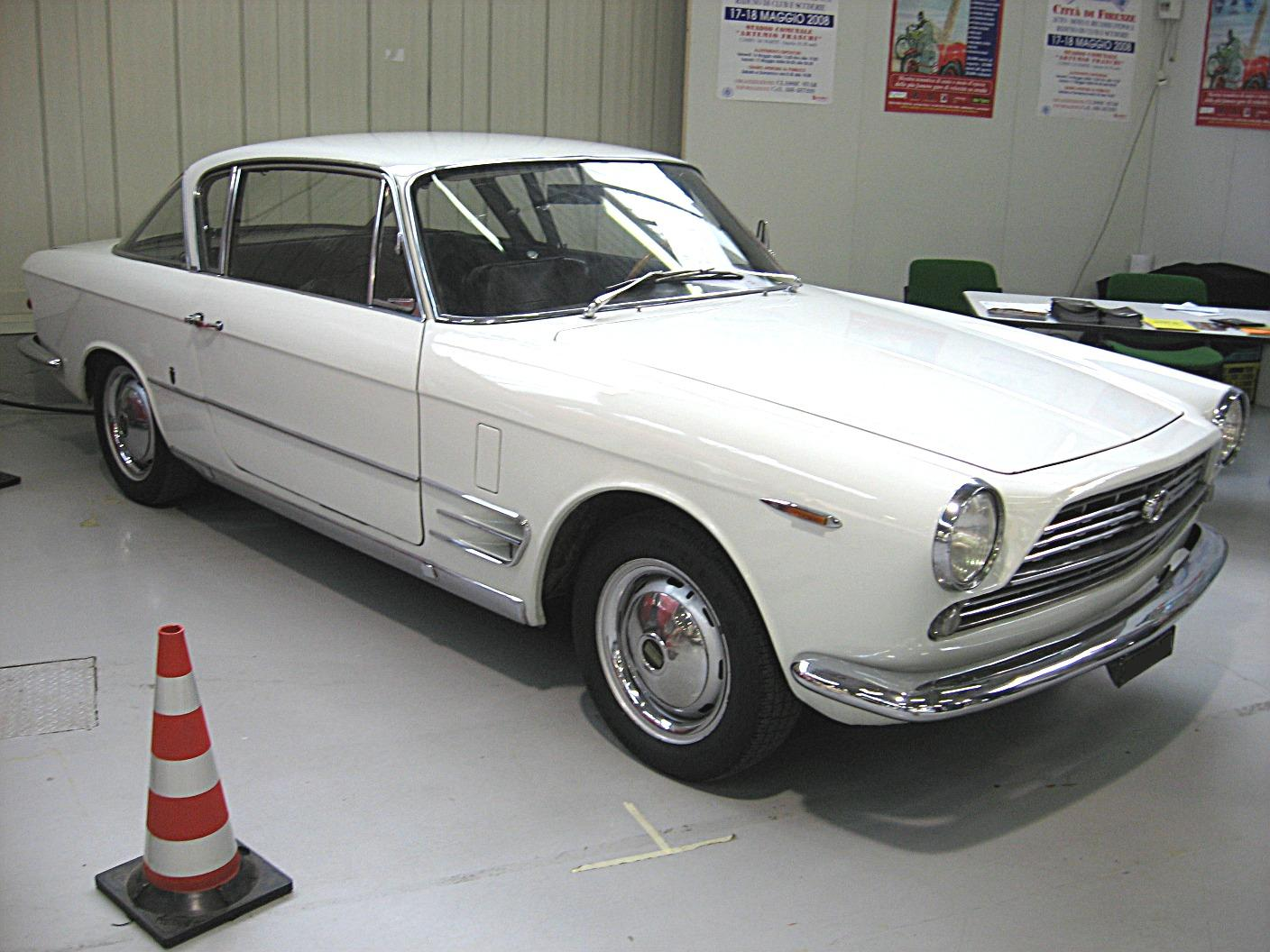
Fiat 2300 S Coupé
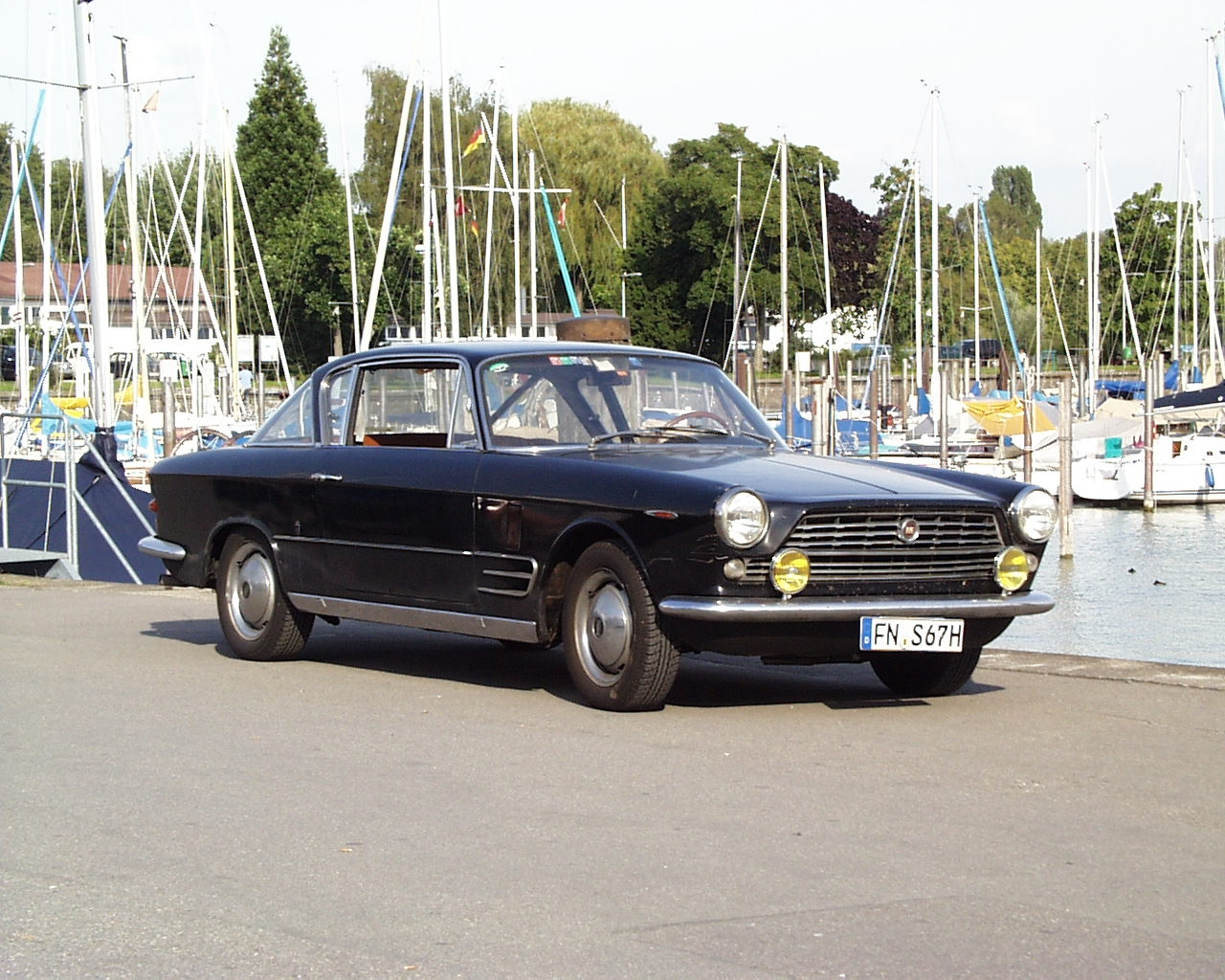
Fiat 2300 S Coupé (Seria 3)

## Derivate și versiuni caroserie specială

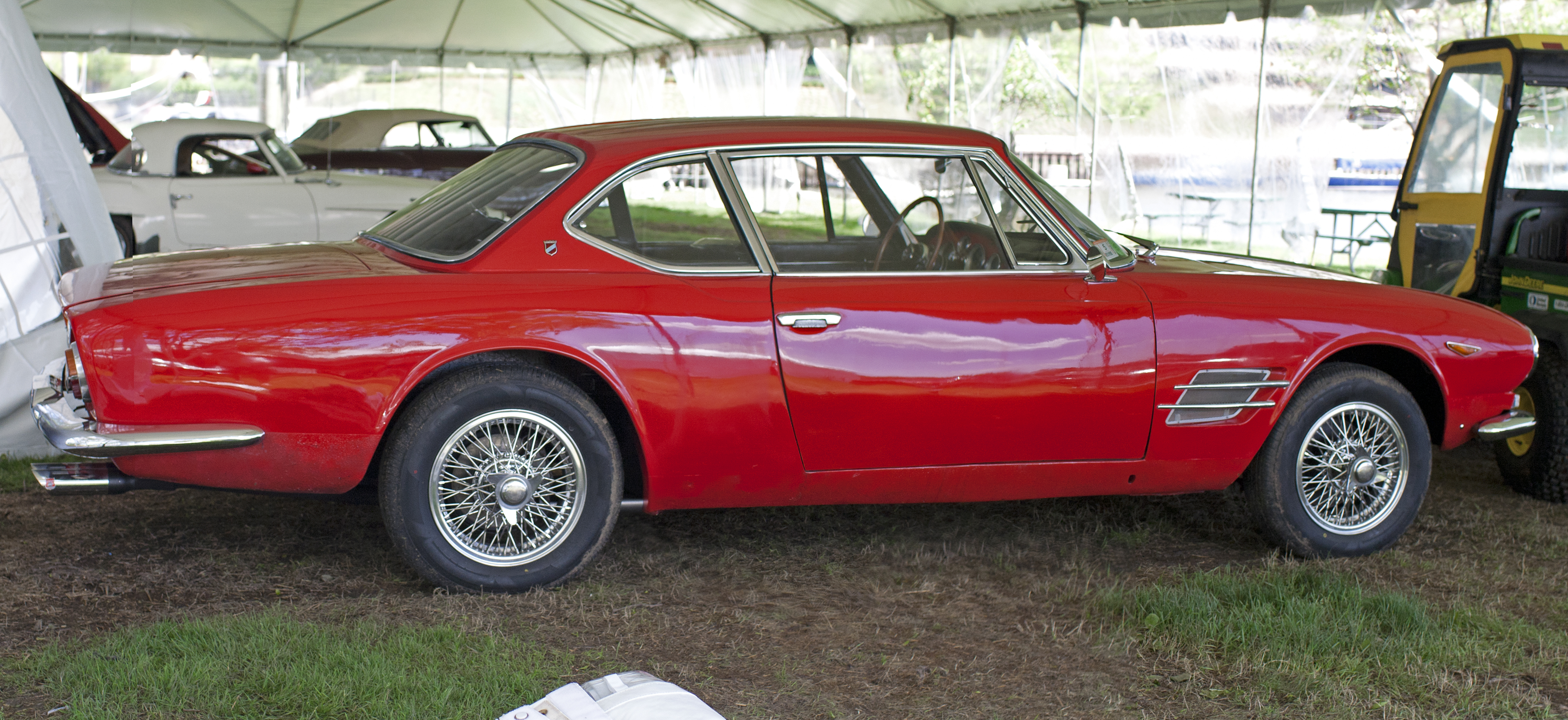
Un Moretti 2500 SS Coupé din 1962

Ca model de vârf al Fiat, 2300 a fost subiectul unor numeroase caroserii speciale realizate de numeroșii carosieri italieni. Așa cum au făcut și cu modelul 2100, Carrozzeria Francis Lombardi a oferit o limuzină reprezentativă cu șapte locuri, bazată pe 2300. Sergio Sartorelli de la Ghia a proiectat modelul 2300 Coupé, din care Ghia a dezvoltat și o versiune decapotabilă, precum și un fastback mai spațios. De asemenea, a fost creat un derivat shooting brake numit Club. Au fost construite trei decapotabile și două Cluburi. Mai mulți alți carrozzieri au încercat, de asemenea, să transforme modelul 2300 într-un gran turismo, Giovanni Michelotti fiind responsabil pentru cel puțin patru proiecte:
Moretti a dezvoltat modelul 2500SS, o versiune de 2,5 litri cu caroserie proprie, proiectată de Giovanni Michelotti, disponibilă atât ca coupé, cât și ca decapotabilă. Au fost construite aproximativ 20 de exemplare, începând din 1962. Motorul 2500 SS a fost mărit cu trei milimetri; diametrul și cursa rezultate sunt de 81,0 mm × 79,5 mm pentru o capacitate cilindrică de 2458 cc. Motorul a fost ajustat și echipat cu doi carburatori dubli corp, producând 170 hp (125 kW) la 5800 rpm. Cumpărătorul putea opta și pentru echiparea mașinii cu motorul standard 2300S, caz în care mașina era numită Moretti 2300S.
Micul carozier Carrozzeria Savio a prezentat un coupé cu un aspect formal, „transatlantic”, cu faruri dreptunghiulare în 1963, proiectat de Giovanni Michelotti. Au fost construite patru exemplare, toate cu diferențe de design mai mult sau mai puțin semnificative - una dintre mașini are părți laterale sculptate, tratamente diferite ale farurilor și stopurilor etc.
La Salonul Auto de la Geneva din 1966, Michelotti a prezentat propria sa propunere de înlocuire a coupé-ului Ghia, dar aceasta a rămas un exemplar unicat.

### Abarth 2400

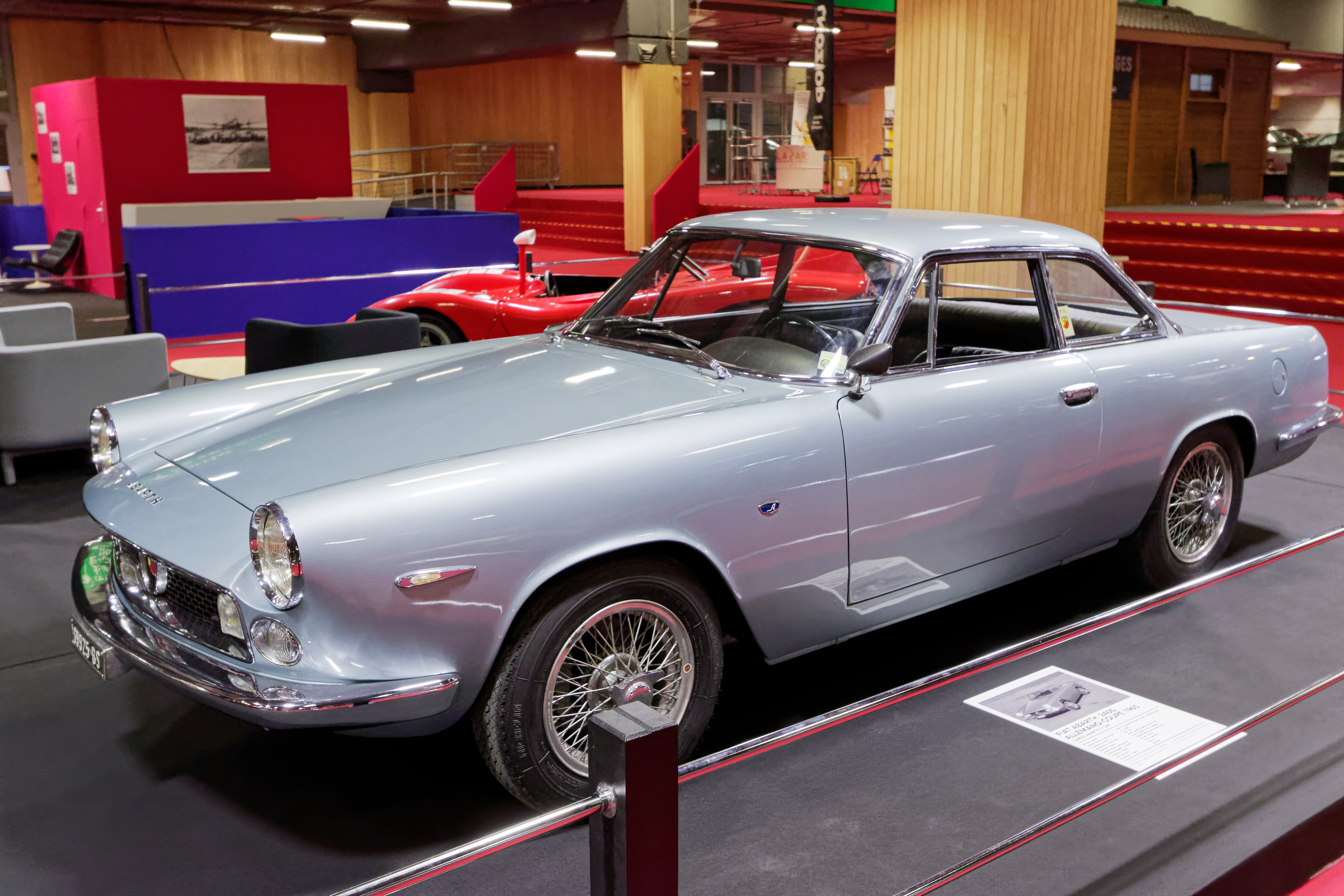
Șasiu 001, propunerea originală de 2400, proiectată de Allemano

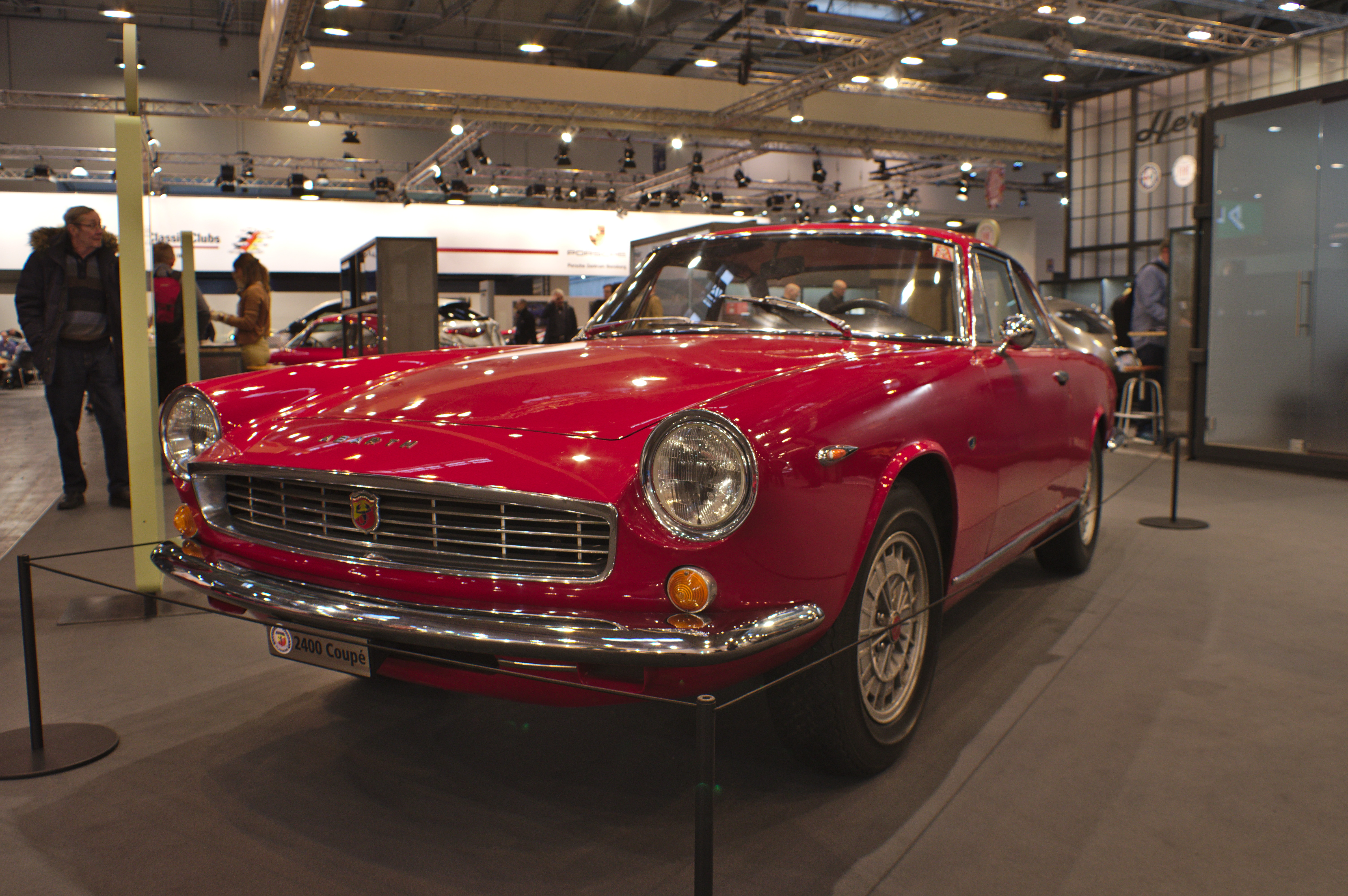
2400 Coupé privat al lui Abarth; design mixt Allemano/Ellena. Această mașină a fost expusă la Geneva în 1964.

Din finalul anului 1959, Abarth a oferit o serie de coupé-uri și decapotabile 2+2 cu caroserie din aluminiu bazate pe 2100, numite Abarth 2200. Când a apărut modelul 2300, Abarth a continuat această tradiție, deși nu mai era disponibilă o versiune decapotabilă. Majorarea capacității motorului 2200 a creat un motor pătrat cu dimensiunile de 79 mm × 79 mm și o capacitate cilindrică de 2323 cc. La fel ca la modelul anterior 2200, avea o transmisie cu patru trepte și schimbător de viteze pe podea, în timp ce motorul a primit un chiulasă proprie Abarth, cu un raport de compresie mai mare (9,5:1), trei carburatoare Weber 38 DCOE și colectoare reproiectate, precum și sistemul de evacuare tipic Abarth cu două ieșiri. Puterea declarată a crescut la 142 hp (104 kW) la 5800 rpm, suficient pentru ca mașina să depășească bariera de 200 km/h. Frânele cu disc pe toate cele patru roți au fost schimbate cu unități Girling, în locul celor anterioare Dunlop.
Pentru Salonul Auto de la Torino din noiembrie 1961, Abarth a comandat Carrozzeria Ellena și Allemano să creeze două designuri separate. Designul Allemano (șasiu 001) a primit o caroserie clar derivată din coupé-ul lor anterior 2200, proiectat de Giovanni Michelotti și realizat de Allemano. Stopurile verticale dintr-o singură bucată ale originalului au fost înlocuite cu lămpi rotunde mai mici, montate într-un panou cromat, în timp ce spatele mașinii și secțiunea geamurilor erau mai pătrate decât ale predecesorului. 
Ellena a realizat un design nou, bazat pe designul lor anterior aplicat la câteva modele 2200, cu o grilă ovală, jante rotunde, fără geamuri laterale și un parbriz spate care se întindea în jurul mașinii. Abarth, totuși, a fost nemulțumit de ambele propuneri de design și dezamăgit de apariția noului coupé Fiat 2300, cu caroserie Ghia, la același salon. Costând o treime mai puțin, modelul Fiat (deși mult mai greu și cu mai puțină putere) a subminat cazul pentru 2400. Abarth, mereu profund implicat în acest proiect (a folosit un 2200 și apoi un 2400 ca transport personal până la moartea sa), a decis să combine partea frontală a lui Allemano cu spatele lui Ellena, astfel încât modelul de producție avea partea frontală și secțiunea centrală mai dreptunghiulare ale lui Allemano și stopurile verticale ale lui Ellena. Majoritatea surselor afirmă că au fost construite 12 exemplare, în timp ce altele spun că mai puțin de 10. Până în 1963, modelul 2400 dispăruse din listele de prețuri ale Abarth, dar povestea nu era încă terminată: când Abarth și-a dat seama că Fiat nu își va lansa noul 850 până la două luni după Salonul Auto de la Geneva din 1964, a fost nevoit să retragă noul său derivat Fiat-Abarth OT 850. Ca soluție temporară, a pus pe standul companiei propriul său 2400, deși modelul fusese deja de mult timp scos din producție.
Doar aproximativ patruzeci de exemplare ale modelelor 2200 și 2400 au fost construite în total, iar încercarea de a transforma Abarth într-un producător complet de mașini grand tourer poate fi considerată un eșec. Cu toate acestea, Fiat i-a cerut lui Abarth să dezvolte motorul mai puternic al modelului 2300 S și le-a acordat mai multe contracte de fabricație profitabile pentru 2300 S (pentru carterul de ulei din aluminiu cu aripioare și unele componente ale cutiei de viteze). De asemenea, Abarth a primit un contract exclusiv pentru a efectua un test de conducere de 200 km pentru fiecare exemplar de 2300 S Coupé, ceea ce înseamnă că Abarth a reușit să recupereze cea mai mare parte a investiției lor în modelele 2200/2400. După 2400, Abarth și-a concentrat din nou atenția pe afacerile lor principale: mașini sport mici, competiții și vânzarea de piese de tuning pentru Fiat și alte mărci.

### Ghia G230S
Sergio Sartorelli de la Carrozzeria Ghia a dezvoltat, de asemenea, un coupé elegant pe baza modelului 2300, prezentat pentru prima dată la Torino în noiembrie 1963. G230 S are un front înclinat cu faruri duble montate jos, dezvoltând un stil deja văzut la mașinile anterioare precum Dual-Ghia, și o parte din spate de tip kammback cu o hayon mare și un parbriz spate format din trei piese. Spre deosebire de Fiat 2300 Coupé carosat de Ghia, model oficial, G230 S, cu două locuri, a fost construit pe un șasiu tubular spațial proiectat și construit de Gilco. Au fost construite doar două exemplare, plus două convertibile. Acest model a servit și ca sursă de inspirație pentru cunoscutul Ghia 450 SS.

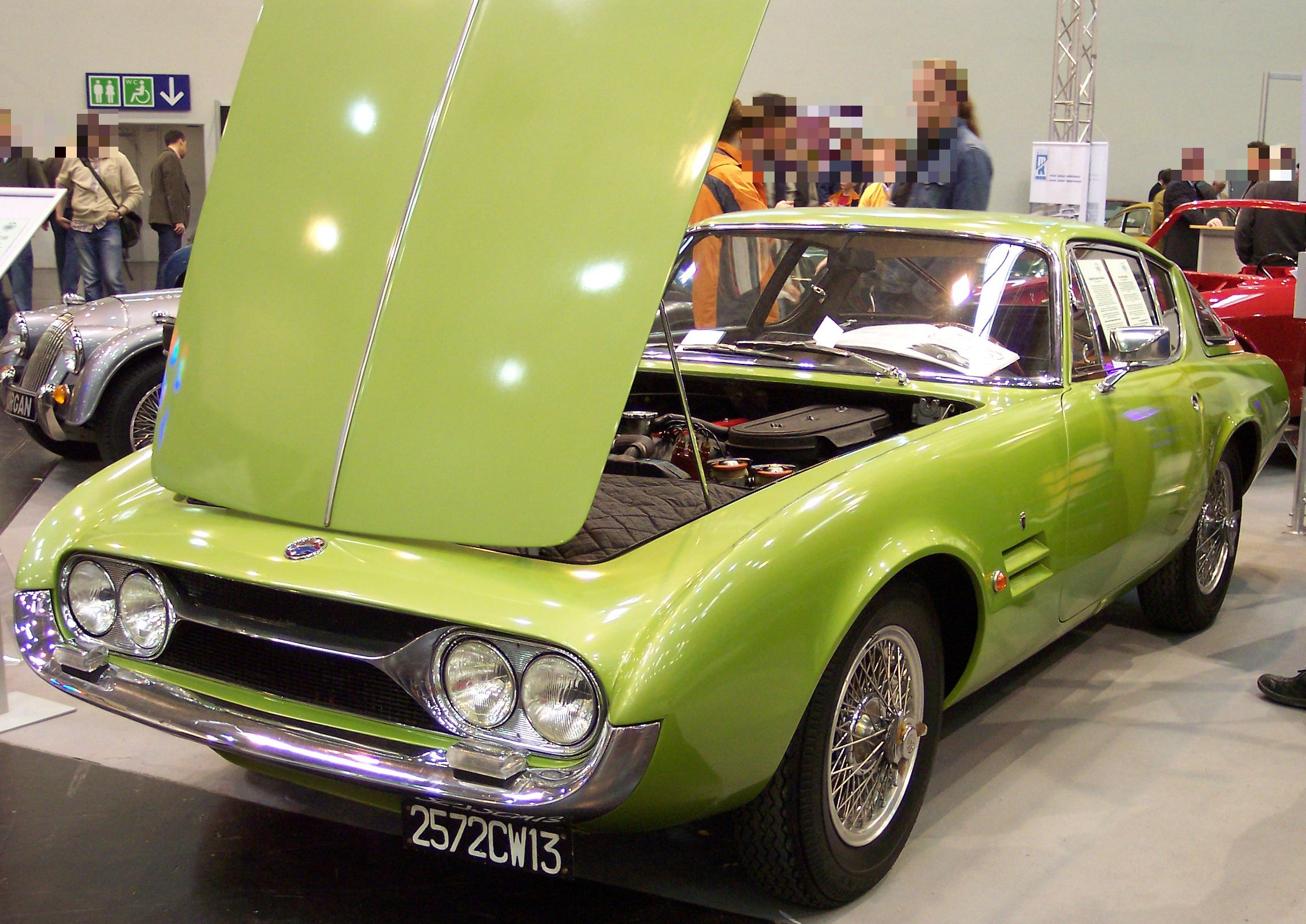
Ghia-Fiat G230 S, bazat pe Fiat 2300 S
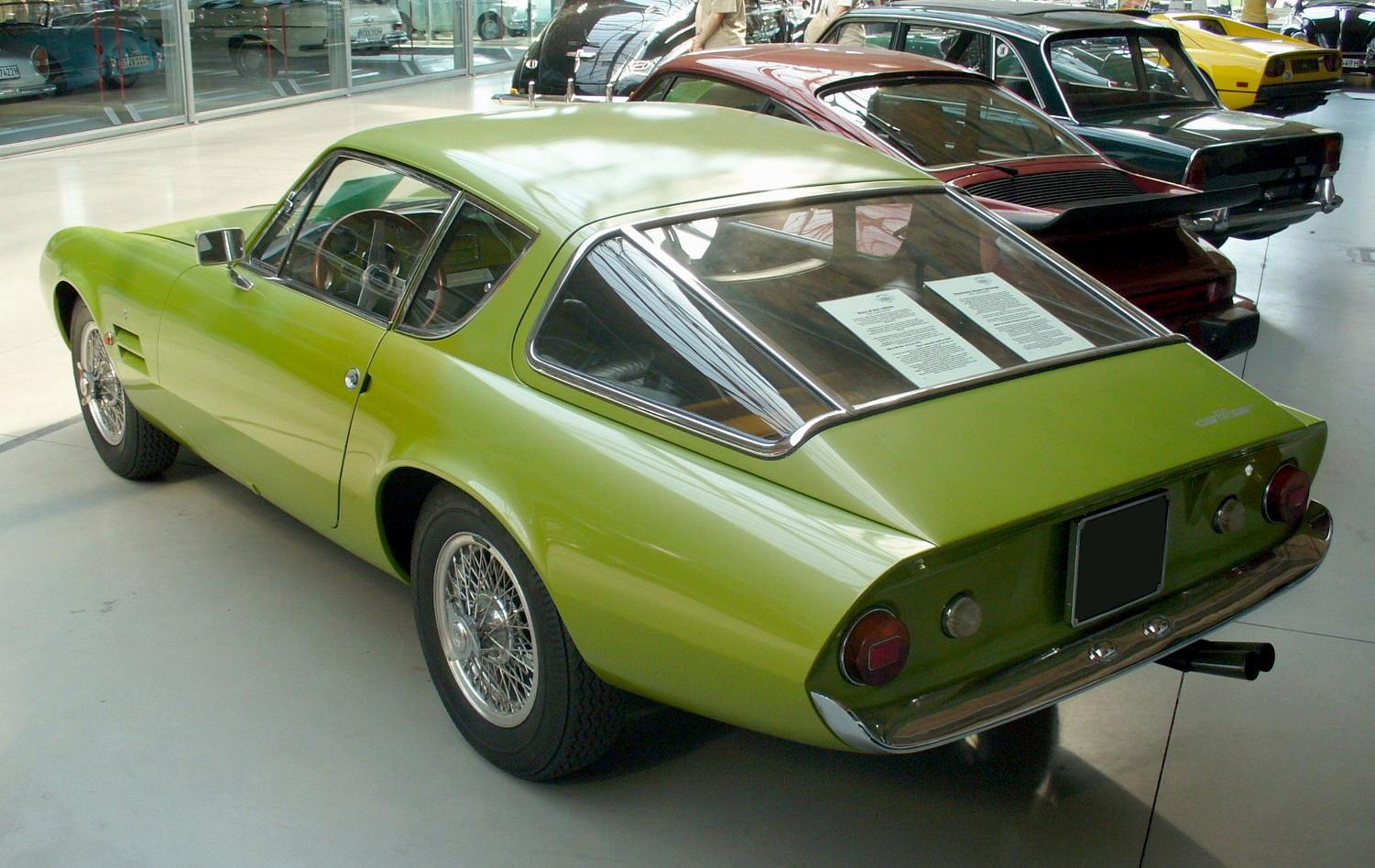
Vedere din spate